# Olof Mellberg
Olof Mellberg (* 3. září 1977, Gullspang) je švédský fotbalový obránce hrající za řecký Olympiakos. Ve švédské reprezentaci působí ve funkci kapitána.
V roce 1998 odešel ze Švédska hrát do španělského klubu Racing de Santander, jeho dalším zahraničním angažmá se stala v roce 2001 anglická Aston Villa.
Mellberg je znám tím, že je dobrý hlavičkář a že se dokáže snadno vyrovnat s psychickým tlakem během zápasu. V roce 2003 dostal ocenění švédský fotbalista roku a nejlepší obránce.